# Severin Lieblein
Johan Nicolai Severin Lieblein, född den 17 maj 1866 i Kristiania (nuvarande Oslo), död den 23 juni 1933 i Eidsvoll, var en norsk författare. Han var son till professor Jens Lieblein.
Lieblein blev student 1885 och drog i många år ut på resor, dels i Europa, dels i Orienten och Marocko. Hans levande och friska reseskildringar utkom först i tidningar, samlades senare i böcker som Fra fremmed Land (1901), Kismet (1909) och Abdalas Gurbi (1916). Lieblein skrev också ungdomsberättelserna Bedre Mands Barn (1902) och Den sidste af sin Slægt (1910). Den sidste af sin Slægt filmatiserades 1922 som Farende folk.